# Louis Fruchard
Pour les articles homonymes, voir Fruchard.
 (décembre 2023).
Si vous disposez d'ouvrages ou d'articles de référence ou si vous connaissez des sites web de qualité traitant du thème abordé ici, merci de compléter l'article en donnant les références utiles à sa vérifiabilité et en les liant à la section « Notes et références ».
Louis Fruchard, né le 22 décembre 1921 à Paris 8e et mort le 23 septembre 2004 à Paris 17e, est un homme politique français et médecin des Hôpitaux de Paris.

## Biographie

### Origines
Louis Maurice Charles Martin Fruchard naît le 22 décembre 1921 dans le 8e arrondissement de Paris, au 12 rue Pelouze, de Gaston Henri Fruchard, 48 ans, industriel, et de Marie, Louise, Marguerite, Morgand, son épouse, 39 ans.

### Carrière et vie politique
D'abord médecin légiste, Louis Fruchard se spécialise dans la médecine générale[réf. souhaitée].
Au niveau local, il est maire de Saint-Jouin-sous-Châtillon de 1959 à 1965 puis de Mauléon ainsi que conseiller général et vice-président du conseil général des Deux-Sèvres.
En 1986, il devint président du conseil régional de Poitou-Charentes, côtoyant Thierry Breton, René Monory (à qui il a succédé) ou encore Jean-Pierre Raffarin qui prend sa succession deux ans plus tard.

### Vie privée
Le 28 janvier 1947 à Paris 17e, Louis Fruchard épouse Anne Marie Rousselin.

### Mort
Louis Fruchard meurt le 23 septembre 2004 à l'âge de 82 ans, dans le 17e arrondissement de Paris,.

## Fonctions et des mandats
Au niveau local et départemental
- mai 1953 - mars 1959 : conseiller municipal de Saint-Jouin-sous-Châtillon
- mars 1959 - mars 1965 : maire de Saint-Jouin-sous-Châtillon
- mars 1964 - octobre 1988 : conseiller général du canton de Mauléon
- mars 1965 - mars 1989 : maire de Mauléon
- mars 1982 - octobre 1988 : vice-président du conseil général des Deux-Sèvres

Au niveau régional
- 1985 - 1986 : vice-président du conseil régional de Poitou-Charentes
- 21 mars 1986 - 22 septembre 1988 : président du conseil régional de Poitou-Charentes

## Publications
- Les Quatre Guerres à Châtillon-sur-Sèvre, capitale de la Vendée militaire, 1992  prix Georges-Goyau de l'Académie française en 1994 Il s'agirait d'un livre majeur dans l’histoire de la Vendée militaire selon les historiens du sujet[réf. souhaitée]
- L’Histoire culturelle du Poitou, 1997  primé par le ministère de la Culture en 1998[réf. souhaitée]

## Décorations
- Chevalier de la Légion d'honneur (28 mars 1997)
- Chevalier de l'ordre national du Mérite
- Officier de l'ordre des Palmes académiques
- Officier de l'ordre du Mérite agricole